# Demon's Souls
Demon's Souls is een actierollenspel (ARPG) ontwikkeld door FromSoftware en uitgegeven door Sony Computer Entertainment in Japan en in Europa door Bandai Namco. Het spel werd uitgebracht voor de PlayStation 3 en verscheen in Japan op 5 februari 2009, in de VS op 6 oktober 2009, en ten slotte in Europa op 25 juni 2010.
Een remake voor de PlayStation 5 verscheen in november 2020.

## Plot
Het spel speelt zich af in Boletaria, een koninkrijk dat wordt geregeerd door een duistere kracht genaamd de Old One. De speler neemt de rol aan van held om de gevallen koning Allant te doden en vrede te sluiten met de Old One.

## Ontvangst
Het spel werd positief ontvangen in recensies en heeft op recensieverzamelwebsite Metacritic een score van 89%.

## Remake
In 2020 verscheen de gelijknamige remake. Het spel kwam gelijktijdig uit met de lancering van de PlayStation 5 en is daar exclusief voor beschikbaar.